# MSN TV

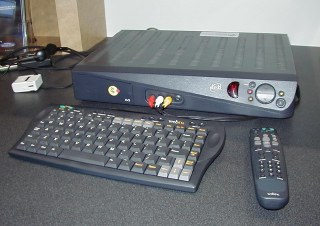
Urządzenie WebTV

MSN TV (wcześniej znana jako WebTV) to urządzenie, które połączone z telewizorem poprzez złącze RCA (cinch) pozwala na poruszanie się po Internecie dzięki pilotowi, który może zachowywać się jak myszka, bądź klawiatura bezprzewodowa, dzięki czemu zapewniają obsługę zbliżoną do tej, która jest w komputerze. Nazwa WebTV odpowiada również nazwie przedsiębiorstwa, które stworzyło tę technologię. W roku 1997 została kupiona przez Microsoft.
MSN TV jest dostępne jedynie w Stanach Zjednoczonych, gdzie jest kompatybilne z szerokopasmowym dostępem do Internetu, bądź z połączeniem modemowym. Koszt nabycia nowego urządzenia MSN TV wynosi 199,95 $. a opłaty za połączenie różnią się od siebie w zależności od stawek dostawcy usług internetowych. Istnieje również opłata abonamentowa, która waha się w zależności od taryfy, od 9,99 $ do 199,99 $ rocznie, w zależności od rodzaju połączenia i ilości danych, które może przesłać/pobrać w trakcie trwania umowy.

## Historia

### Przed Microsoftem
Pierwszym przedsiębiorstwem, które oferowało usługę tego typu było WebTV Networks, Inc. (pierwotna nazwa to Artemis). Stworzyli ją w 1995 roku Steve Perlman, Bruce Leak y Phil Goldman, którzy rok później razem z Philipsem i Sony wypuścili na rynek pierwszą web TV, która pozwalała użytkownikowi surfować w internecie poprzez telewizor, nawet jeśli nie posiadało się wiedzy informatycznej; ponadto oferowała możliwość oglądania telewizji na tym samym sprzęcie bez konieczności podłączania dodatkowych urządzeń. To udoskonalenie miało na celu wprowadzenie Internetu do domów, które nie mogły pozwolić sobie na kupno komputera, oraz zaznajomienie użytkowników, którzy nie mieli wcześniej bezpośredniego kontaktu z komputerem, z koncepcjami informatycznymi.
W połowie 1997 roku Thomson wprowadza za pomocą RCA Computer Network swoją własną wersję WebTV. Pomysł Thomsona to wyprodukowanie urządzenia o podobnej charakterystyce do tych od Philipsa i Sony oraz zintegrowanie nowego kanału rozrywki poprzez NetChannel.
Pierwsze usługi oferowane przez technologię WebTV były podzielone na dwie grupy w zależności od sprzętu jaki się posiadało: WebTV Classic, czyli pierwsza wersja dostępna od 1996 roku i WebTV Classic Plus, która wymagała zmiany sprzętu na taki, który obsługiwałby technologię picture-in-picture (obraz w obrazie) w celu umożliwienia oglądania telewizji w trakcie surfowania.
W 1997 roku Microsoft kupił WebTV za 425 milionów dolarów,

#### Urządzenia dostępowe WebTV
| Producent  | Model           | Typ           | Modem | RAM    | ROM     | Przepustowość | Prędkość CPU | Chip CPU |
| Sony       | INT-W100        | Classic       | V.34  | 2 MB   | 2 MB    | 2 MB          | 112 MHz      | R4640    |
| Philips    | MAT-960         | Classic       | V.34  | 2 MB   | 2 MB    | 2 MB          | 112 MHz      | R4640    |
| Sony       | INT-W150        | New Classic   | V.90  | 8 MB   | 2 MB    | 2 MB          | 150 MHz      | R5230    |
| Philips    | MAT-965         | New Classic   | V.90  | 8 MB   | 2 MB    | 2 MB          | 150 MHz      | R5230    |
| RCA        | RW-2100         | New Classic   | V.90  | 8 MB   | 2 MB    | 2 MB          | 150 MHz      | R5230    |
| RCA        | RM-2100         | New Classic   | V.90  | 8 MB   | 2 MB    | 2 MB          | 150 MHz      | R5230    |
| Sony       | INT-W200        | Plus          | V.90  | 8 MB   | 2 MB    | 1,1 GB        | 150 MHz      | R4640    |
| Philips    | MAT-972         | Plus          | V.90  | 8 MB   | 2 MB    | 1,1 GB        | 150 MHz      | R4640    |
| Samsung    | SIS-100         | Plus          | V.90  | 8 MB   | 2 MB    | 1,1 GB        | 150 MHz      | R4640    |
| Mitsubishi | RW-2000         | Plus          | V.90  | 8 MB   | 2 MB    | 1,1 GB        | 150 MHz      | R4640    |
| Mitsubishi | RW-2001         | Plus          | V.90  | 8 MB   | 2 MB    | 1,1 GB        | 150 MHz      | R4640    |
| RCA        | RW-2110         | Plus          | V.90  | 16 MB  | 8 MB    | 2 MB          | 167 MHz      | R5230    |
| Sony       | INT-W250        | New Plus      | V.90  | 16 MB  | 8 MB    | 2 MB          | 167 MHz      | R5230    |
| Philips    | INT-976         | New Plus      | V.90  | 16 MB  | 8 MB    | 2 MB          | 167 MHz      | R5230    |
| La-Z-Boy   | Fabric          | New Plus      | V.90  | 16 MB  | 8 MB    | 2 MB          | 167 MHz      | R5230    |
| La-Z-Boy   | Leather         | New Plus      | V.90  | 16 MB  | 8 MB    | 2 MB          | 167 MHz      | R5230    |
| Echostar   | Dishplayer 7100 | DISH tuner    | V.90  | 16 MB  | 4 MB    | 8,6 GB        | 167 MHz      | R5230    |
| Echostar   | Dishplayer 7200 | DISH tuner    | V.90  | 16 MB  | 4 MB    | 17,6 GB       | 167 MHz      | R5230    |
| RCA        | UltimateTV      | DirecTV tuner | V.90  | 16 MB  | 4 MB    | 40 GB         | 167 MHz      | R5230    |
| RCA        | RM-4100         | MSNTV2        | V.90  | 128 MB | ninguna | 64 MB         | 733 MHz      | Celeron  |